# يانا شميت
يانا شميت (بالألمانية: Jana Schmidt)‏ هي منافسة ألعاب القوى ألمانية، ولدت في 13 ديسمبر 1972 في Teterow ‏ في ألمانيا.